# Фомічов Костянтин Юрійович
Костянтин Юрійович Фомічов (рос. Константин Юрьевич Фомичёв; 5 серпня 1985, м. Москва, СРСР) — російський хокеїст, захисник. Виступає за «Южний Урал» (Орськ) у Вищій хокейній лізі. 
Вихованець хокейної школи «Динамо» (Москва). Виступав за: ХК «Брест», «Олімпія» (Кірово-Чепець), Газпром-ОГУ (Оренбург), «Нафтовик» (Леніногорськ), «Южний Урал» (Орськ), «Крила Рад» (Москва).